# Parafia św. Barbary Dziewicy i Męczennicy w Wieluniu
Parafia Świętej Barbary Dziewicy i Męczennicy w Wieluniu – parafia rzymskokatolicka w Wieluniu. Należy do dekanatu Wieluń – NMP Pocieszenia archidiecezji częstochowskiej.   

## Historia parafii
Została utworzona 24 sierpnia 2000 przez abpa Stanisława Nowaka. Kościół parafialny pochodzi z początków XVI wieku (drewniane prezbiterium) i z połowy XIX wieku (murowana nawa). W 2001 roku w bezpośrednim sąsiedztwie kościółka pw. św. Barbary rozpoczęto budowę nowego, murowanego kościoła.  